# Thermentrophy

Die Thermentrophy ist eine jährlich stattfindende Laufcupserie, die seit 2004 in der niederösterreichischen Thermenregion stattfindet. Mit ca. 7000 Teilnehmern insgesamt, die bei aktuell bis zu zehn Einzelveranstaltungen starten, zählt die Thermentrophy zu den größeren Breitensportveranstaltungen der Region. Die Thermentrophy wird von der Veranstaltergemeinschaft Thermentrophy ausgerichtet.
Anfänger und ambitionierte Sportler können ab der Altersklasse W/M U20 an verschiedenen Veranstaltungen je nach Einzelausschreibung auf zwei Distanzen teilnehmen. Für jüngere Teilnehmer bis hinunter zur U10 werden zur Wertung die Kinderläufe der jeweiligen Veranstaltungen herangezogen. Alle Einzelveranstaltungen der Thermentrophy sind offiziell angemeldet und es gelten die Bestimmungen des Österreichischen Leichtathletik-Verbandes (ÖLV) sowie die speziellen Cup-Regeln.

## Strecken
Die Thermentrophy umfasst teilweise auch anspruchsvolle wie kuriose Strecken: Beim SCS-Run führt die Strecke teilweise durch das Einkaufszentrum SCS, in Leobersdorf überqueren die Teilnehmer des Hauptlaufens acht Brücken im Ortsgebiet. Der Sunset-Run findet traditionell abends statt, um in den Sonnenuntergang zu laufen, und der 2023 erstmals ausgetragene badsooßbrunn Lauf ist als einzige keine Rundstrecke. Beim Heiligenkreuzer Wappenlauf, der seit 2021 nicht mehr ausgetragen wird, mussten über 200 Höhenmeter bewältigt werden.

## Geschichte
Im Jahr 2020 fanden auf Grund der Covid-19-Pandemie lediglich die ersten Veranstaltungen statt, auch 2021 blieben nach zahlreichen Absagen nur drei Läufe übrig, weshalb es schließlich keine Cupwertung gab.
2022 konnte die Thermentrophy nach der Pandemie mit 8 Läufen erstmals wieder durchgeführt werden.

## Reglement

### Allgemeines
Die Serienwertung für die Thermentrophy ist abhängig von der Anzahl der Läufe, es gibt eine Mindestanzahl der zu absolvierenden Läufe, darunter fällt man aus der Wertung. Ebenso gibt es eine Höchstanzahl, bei mehr Teilnahmen werden die schlechtesten Resultate gestrichen.

### Altersklassen-Wertung
Der Sieger jeder Altersklasse erhält je Cuplauf 1000 Punkte. Die Abstufung der weiteren Platzierungen ist zeitabhängig und errechnet sich anhand der mathematischen Formel: „Siegerzeit in Sekunden / Laufzeit in Sekunden * 1000“, das bedeutet, dass man bei größerem Abstand zum Sieger weniger Punkte erhält, jedoch kann man niemals auf Null Punkte kommen, wenn man das Rennen beendet hat.

## Wertungsläufe 2023
2023 erfolgte ab dem fünften Lauf eines Teilnehmers die Aufnahme ins Klassement. Es konnten bis zu 8 Läufe gewertet werden; ab dem 9. Lauf wurden die jeweils schlechtesten Resultate gestrichen.
Diese Liste zeigt alle Wertungsläufe der Thermentrophy 2023.
| Cuplauf | Termin | Name                          | Ort                               | Wertungsstrecken              |
| ------- | ------ | ----------------------------- | --------------------------------- | ----------------------------- |
| 1.      | 10.04. | 8. Osterlauf                  | Maria Enzersdorf und Mödling      | Viertelmarathon; Halbmarathon |
| 2.      | 16.04. | 1. badsooßbrunn Lauf          | Bad Vöslau, Sooß und Kottingbrunn | 5,9 km; HM                    |
| 3.      | 22.04. | 9. Fit for Life Lauf          | Marktgemeinde Sollenau            | 5 km; 10 km                   |
| 4.      | 01.05. | 21. Leobersdorfer Brückenlauf | Leobersdorf                       | 5 km; 10 km                   |
| 5.      | 12.05. | 18. Sunset Run                | Berndorf                          | 5,8 km; 8,7 km                |
| 6.      | 18.05. | 4. SCS Run                    | Vösendorf                         | 5 km; 10 km                   |
| 7.      | 28.05. | 29. Akademieparklauf          | Wr. Neustadt                      | 5 km; 10 km                   |
| 8.      | 11.06. | 4. Traiskirchen Run           | Traiskirchen                      | 5 km; 10 km                   |
| 9.      | 18.06. | 12. St. Laurent-Lauf          | Tattendorf                        | 5 km; 10 km                   |
| 10.     | 25.06. | 22. Badener Stadtlauf         | Baden                             | 5 km; 10 km                   |

## Wertungsläufe 2024
Am 22. Dezember 2023 wurde der endgültige Terminplan sowie die Regeln für die Thermentrophy 2024 veröffentlicht. Von den 12 Wertungsläufen mussten mindestens 6 absolviert werden, um in die Wertung aufgenommen zu werden, es wurden die acht besten Resultate für die Wertung herangezogen.
Diese Liste zeigt alle 2024 durchgeführten Wertungsläufe.
| Cuplauf | Termin | Name                                        | Ort                               | Wertungsstrecken |
| ------- | ------ | ------------------------------------------- | --------------------------------- | ---------------- |
| 1.      | 03.03. | Laufopening Mödling (NEU)                   | Mödling                           | 5 km; 10 km      |
| 2.      | 17.03. | 1. Leopoldsdorfer Ortslauf (NEU)            | Leopoldsdorf                      | 5 km; 10 km      |
| 3.      | 07.04. | 2. Laxenburger Schlossparklauf (NEU)        | Laxenburg                         | 5 km; 10 km      |
| 4.      | 14.04. | 2. badsooßbrunn Lauf                        | Bad Vöslau, Sooß und Kottingbrunn | 5,9 km; HM       |
| 5.      | 01.05. | 22. Leobersdorfer Brückenlauf               | Leobersdorf                       | 5 km; 10 km      |
| 6.      | 09.05. | 5. SCS Run                                  | Vösendorf                         | 5 km; 10 km      |
| 7.      | 17.05. | 19. Sunset Run                              | Berndorf                          | 5,8 km; 8,7 km   |
| 8.      | 19.05. | 30. Akademieparklauf                        | Wr. Neustadt                      | 5 km; 10 km      |
| 9.      | 26.05. | 5. Traiskirchen Run                         | Traiskirchen                      | 5 km; 10 km      |
| 10.     | 08.06. | 9. Sommernachtslauf Bad Fischau-Brunn (NEU) | Bad Fischau-Brunn                 | 6,3 km           |
| 11.     | 16.06. | 13. St. Laurent-Lauf                        | Tattendorf                        | 5 km; 10 km      |
| 12.     | 23.06. | 23. Badener Stadtlauf                       | Baden                             | 5 km; 10 km      |

## Wertungsläufe 2025
Am 25. Oktober 2024 wurde der endgültige Terminplan sowie die Regeln für die Thermentrophy 2025 veröffentlicht. Es werden wie im Vorjahr 12 Wertungsläufe stattfinden, von denen mindestens 6 absolviert werden müssen, um in die Wertung aufgenommen zu werden, die acht besten Resultate werden für die Wertung herangezogen. Am 6. März 2025 erschien in der Krone ein Artikel über die Thermentrophy 2025.
Diese Liste zeigt alle 2025 vorgesehenen Wertungsläufe.
| Cuplauf | Termin | Name                                         | Ort                               | Wertungsstrecken |
| ------- | ------ | -------------------------------------------- | --------------------------------- | ---------------- |
| 1.      | 09.03. | Laufopening Mödling                          | Mödling                           | 5 km; 10 km      |
| 2.      | 16.03. | 2. Leopoldsdorfer Ortslauf                   | Leopoldsdorf                      | 5 km; 10 km      |
| 3.      | 23.03. | 3. Laxenburger Schlossparklauf               | Laxenburg                         | 5 km; 10 km      |
| 4.      | 30.03. | 2. badsooßbrunn Lauf                         | Bad Vöslau, Sooß und Kottingbrunn | 5,9 km; HM       |
| 5.      | 27.04. | 5. Traiskirchen Run                          | Traiskirchen                      | 5 km; 10 km      |
| 6.      | 01.05. | 23. Leobersdorfer Brückenlauf                | Leobersdorf                       | 5 km; 10 km      |
| 7.      | 16.05. | 20. Sunset Run                               | Berndorf                          | 5,8 km; 8,7 km   |
| 8.      | 18.05. | 6. SCS Run                                   | Vösendorf                         | 5 km; 10 km      |
| 9.      | 31.05. | 10. Sommernachtslauf Bad Fischau-Brunn (NEU) | Bad Fischau-Brunn                 | 6,3 km           |
| 10.     | 08.06. | 31. Akademieparklauf                         | Wr. Neustadt                      | 5 km; 10 km      |
| 11.     | 15.06. | 14. St. Laurent-Lauf                         | Tattendorf                        | 5 km; 10 km      |
| 12.     | 22.06. | 24. Badener Stadtlauf                        | Baden                             | 5 km; 10 km      |

## Wertungsläufe 2026
Bereits im August 2025 wurde die vorläufige Planung für die Thermentrophy 2025 bekanntgegeben. Es werden wie im Vorjahr 12 Wertungsläufe stattfinden, von denen mindestens 6 absolviert werden müssen, um in die Wertung aufgenommen zu werden, die acht besten Resultate werden für die Wertung herangezogen.
Diese Liste zeigt alle 2026 vorgesehenen Wertungsläufe.
| Cuplauf | Termin | Name                                         | Ort                               | Wertungsstrecken |
| ------- | ------ | -------------------------------------------- | --------------------------------- | ---------------- |
| 1.      | 08.03. | Laufopening Mödling                          | Mödling                           | 5 km; 10 km      |
| 2.      | 15.03. | 3. Leopoldsdorfer Ortslauf                   | Leopoldsdorf                      | 5 km; 10 km      |
| 3.      | 22.03. | 4. Laxenburger Schlossparklauf               | Laxenburg                         | 5 km; 10 km      |
| 4.      | 12.04. | 3. badsooßbrunn Lauf                         | Bad Vöslau, Sooß und Kottingbrunn | 5,9 km; HM       |
| 5.      | 26.04. | 6. Traiskirchen Run                          | Traiskirchen                      | 5 km; 10 km      |
| 6.      | 01.05. | 24. Leobersdorfer Brückenlauf                | Leobersdorf                       | 5 km; 10 km      |
| 7.      | 08.05. | 21. Sunset Run                               | Berndorf                          | 5,8 km; 8,7 km   |
| 8.      | 14.05. | 7. SCS Run                                   | Vösendorf                         | 5 km; 10 km      |
| 9.      | 24.05. | 31. Akademieparklauf                         | Wr. Neustadt                      | 5 km; 10 km      |
| 10.     | 30.05. | 11. Sommernachtslauf Bad Fischau-Brunn (NEU) | Bad Fischau-Brunn                 | 6,3 km           |
| 11.     | 14.06. | 15. St. Laurent-Lauf                         | Tattendorf                        | 5 km; 10 km      |
| 12.     | 28.06. | 25. Badener Stadtlauf                        | Baden                             | 5 km; 10 km      |

## Ehemalige Läufe
In den vergangenen Jahren fanden auch andere Läufe im Rahmen der Thermentrophy statt, einige davon waren:
- Teesdorf
- Guntramsdorf
- Heiligenkreuz (Wappenlauf)